# Ziegenhain (Nordhessen)
Ziegenhain is een plaats in de Duitse gemeente Schwalmstadt, deelstaat Hessen, en telt 4176 inwoners (2006).